# マレリ (企業)
マレリ株式会社（英: Marelli Corporation）は、埼玉県さいたま市に本社を置く、日本の大手自動車部品メーカーである。

## 概要

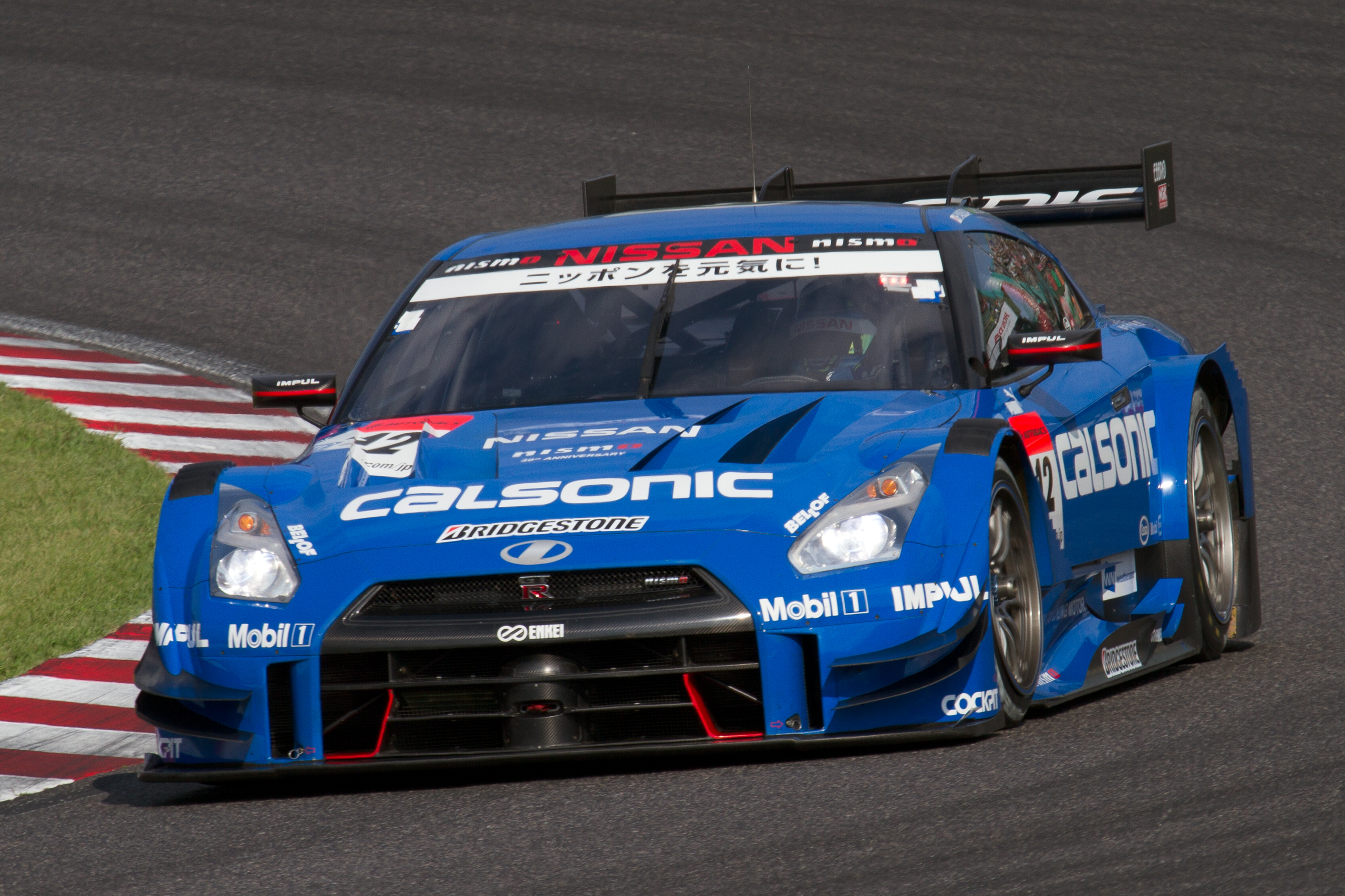
2014年度GT500車両

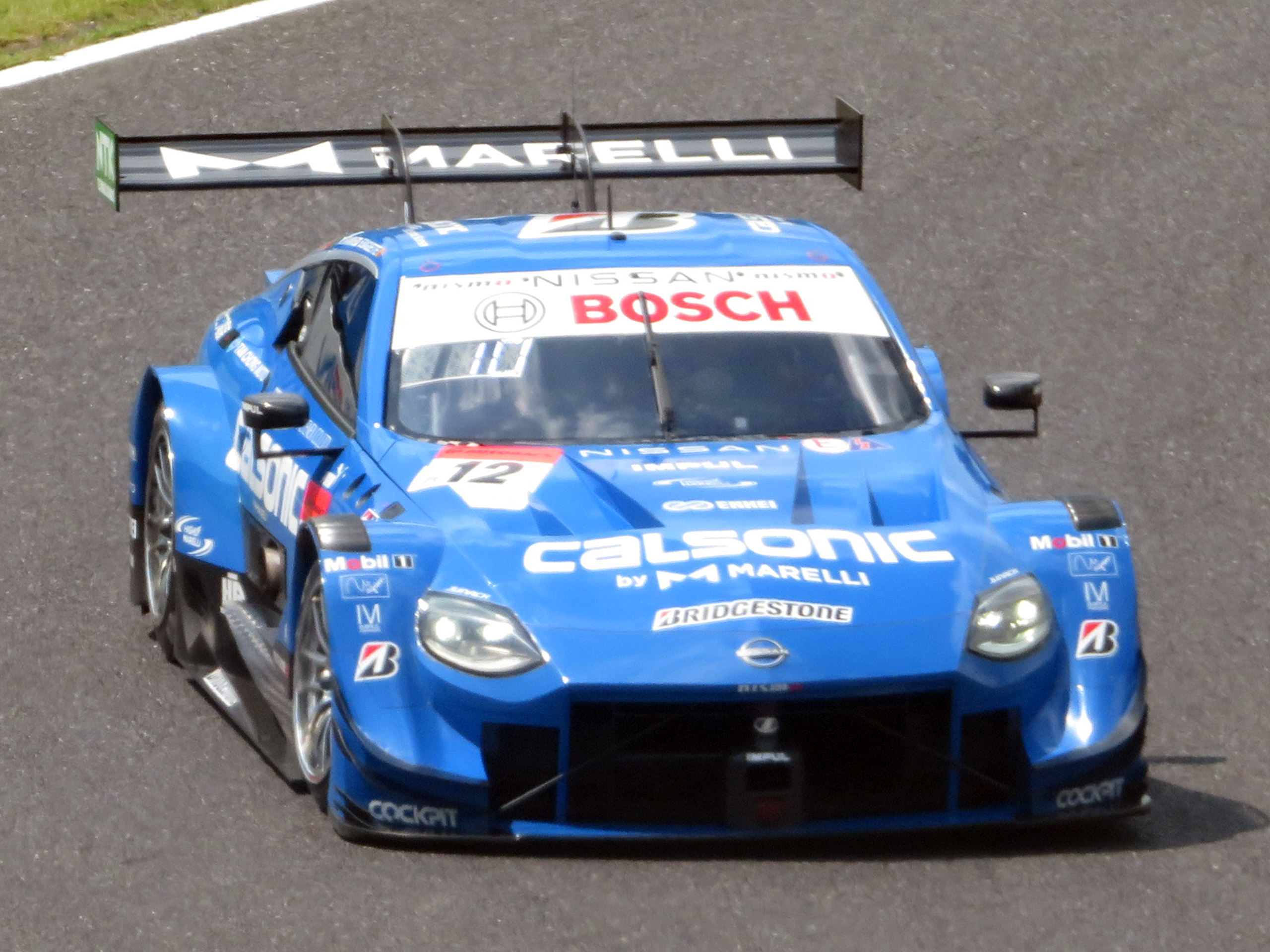
2022年度GT500車両

1938年に日本ラヂヱーター製造株式會社として創立する。自動車用ラジエーターの分野では、「日本ラヂヱーター株式会社」時代から市場占有率が高く、当時はニチラの通称で親しまれた。1988年にカルソニック株式会社と社名を変更した後、2000年に日産系の自動車部品メーカーである株式会社カンセイと合併し、カルソニックカンセイ株式会社となった。
日産自動車と関係が深く、2005年1月に日産が当社株式の第三者割当増資を引き受けて日産の連結子会社となった。2017年3月に、投資ファンドコールバーグ・クラビス・ロバーツ傘下のCKホールディングス株式会社が実施した株式公開買付けに、日産は保有全株式を応募した。同年3月29日付で日産グループから離脱し、同年5月11日付でCKホールディングス株式会社の完全子会社となった。
2018年にフィアット・クライスラー・オートモービルズ（FCA・現ステランティス）系の自動車部品部門、マニエッティ・マレリを買収し、自動車サプライヤー売上高は世界第7位となった。大手自動車部品会社としてグループ企業も有し、2017年3月31日時点で34の子会社と、14の持分法適用関連会社がある。2019年10月に現在の社名に変更する。
2022年までに再上場の構想を有していたが、2019年以降の新型コロナウイルス感染症の拡大に伴う世界的な景気減速により、経営状態が悪化して断念する。
2022年には金融機関に対する債務が1兆円規模に達し、同年2月に事業再生ADRの活用を検討していることが報じられ、同年3月に持株会社を含むグループ5社が事業再生ADRを申請した。
持株会社のマレリホールディングスは、2022年6月24日開催の債権者会議にて事業再生ADR手続が不成立となり、同日東京地裁へ民事再生法の適用を申請した。負債は2020年12月期末時点で約1兆1856億2600万円（連結では、約1兆8762億1700万円）で、タカタの1兆823億円（連結では1兆7000億円）を超えて製造業では過去最大の経営破綻になった。7月7日に東京地裁に簡易再生を申請し、手続き開始の決定を受けた。同月19日、債権者会議で再建計画案が可決された。しかしその後も主要取引先のステランティスと日産の業績悪化により資金繰りが厳しくなったことから、2025年6月11日に日本の民事再生法ではなくアメリカ合衆国連邦倒産法第11章（通称チャプター11）の適用をデラウェア州連邦破産裁判所に申請した。

## 主な沿革

### 旧カルソニック
- 1938年（昭和13年）- 日本ラヂヱーター製造株式會社として創立。ラジエーターの生産を開始。
- 1952年（昭和27年）- 日本ラヂヱーター株式会社に社名変更。
- 1954年（昭和29年） - 日産自動車に各種ラジエーターの全面的納入を開始する。
- 1962年（昭和37年）- 東京証券取引所に上場する。
- 1976年（昭和51年）- 米国法人として「Calsonic Incorporated」を設立する。（現在の社名の由来となる）
- 1988年（昭和63年）- カルソニック株式会社に社名変更。

### 旧カンセイ
- 1956年（昭和31年）- 関東精器株式会社として創立。
- 1978年（昭和53年）- 東京証券取引所第2部に上場する。
- 1990年（平成2年）- 東京証券取引所第1部に指定替えとなる。
- 1991年（平成3年）- 株式会社カンセイに社名変更。

### カルソニックカンセイ
- 2000年（平成12年）- カルソニックとカンセイが合併し、カルソニックカンセイ株式会社となる。
- 2005年（平成17年）- 日産自動車が第三者割当増資を引き受け、日産の連結子会社となる。
- 2008年（平成20年）- 東京・中野からさいたま市に本社移転。4月23日には新本社と研究開発センターが竣工する。
- 2009年（平成21年）8月5日 - 研究開発センター・本社が第22回日経ニューオフィス賞（クリエイティブ・オフィス賞）を受賞する。
- 2010年（平成22年）- 厚木工場で生産を終了する。
- 2012年（平成24年）- カルソニックカンセイ・ブラジル社、カルソニックカンセイ・ロシア社を設立する。世界で初めて射出成型表皮の生産を開始する。
- 2015年（平成27年）- 売上高1兆円を突破（2015年度連結売上高）する。
- 2016年（平成28年）- 日産が所有する当社全株式を米投資ファンドKKRに売却すると発表。
- 2017年（平成29年）
  - 3月29日 - コールバーグ・クラビス・ロバーツ傘下のCKホールディングス株式会社が、議決権所有割合ベースで95.21%の株式を取得する。日産自動車が全株式を売却し、当社は日産グループから離脱してKKRの完全子会社となる。
  - 5月8日 - 東京証券取引所第1部の上場を廃止する。
  - 5月11日 - CKホールディングスが株式売渡請求により当社の全株式を取得し、同社の完全子会社となる。
- 2018年（平成30年）10月 - CKホールディングスは、フィアット・クライスラー・オートモービルズが保有するマニエッティ・マレリの全株式を買収すると発表[11]。買収総額は62億ユーロで、経営統合が完了すると世界7位の独立系自動車部品メーカーとなる。CKホールディングスは、買収後「マニエッティ・マレリCKホールディングス」に社名を変更する。
- 2019年（令和元年）9月 - カルソニックカンセイ栃木の栃木工場及び佐野工場1地区、カルソニックカンセイ宇都宮、カルソニックカンセイ山形の操業を停止する予定と発表[12][13]。

### マレリ
- 2019年（令和元年）10月 - 商号をマレリ株式会社に変更[14][15]。
- 2020年（令和2年）4月 - 持株会社であるマニエッティ・マレリCKホールディングスが、法人名を「マレリホールディングス」に変更[16]。

- 2021年（令和3年）5月 - 本社ビルを売却。売却先とリースバック契約を締結し、当面の間は現在地に本社を置くとした[17]。
- 2022年（令和4年）7月7日 - 東京地方裁判所に簡易再生を申請し、手続き開始決定を受ける[8]。
- 2023年（令和5年）5月 - 本社を埼玉県さいたま市北区宮原町2丁目に移転[18]（旧しまむら本社ビル）。移転後の旧本社跡地は豪不動産大手のレンドリースが国内最大規模のデータセンターを建設する計画である[19]。
- 2025年（令和7年）6月11日 - デラウェア州連邦破産裁判所で連邦倒産法第11章の適用申請の手続きを開始[20]。

## 主要製品
- CPM・内装製品
- 電子製品
- 排気製品
- 空調製品
- 熱交換器製品
- コンプレッサー製品

## モータースポーツ
全日本ツーリングカー選手権や全日本GT選手権→SUPER GTでレーサーの星野一義、並びに星野が社長と監督を務めるホシノレーシング（TEAM IMPUL)チームのスポンサーを1982年から長年務め、ホシノインパルからカルソニックカラーのレプリカマシンも複数発売されている。

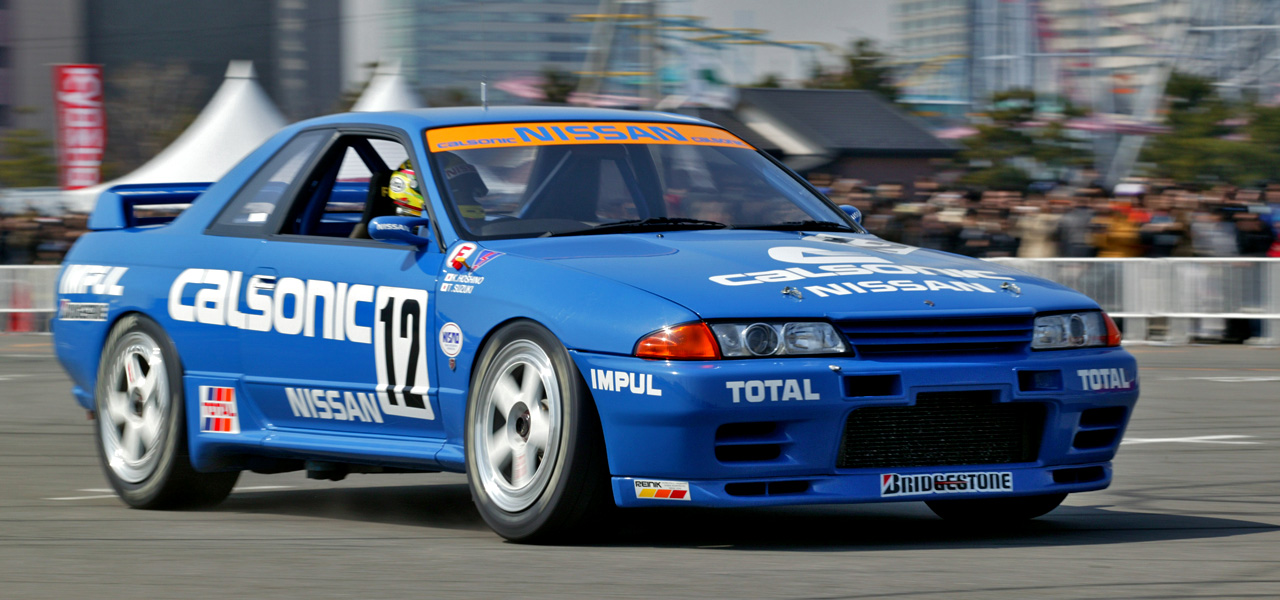
カルソニックスカイライン グループA車両

2025年2月の契約満了をもって、43年続いたTEAM IMPULとのスポンサー契約を終了。なお、この43年間というスポンサード契約期間が「モータースポーツチームのスポンサーをした最長期間」として、ギネス世界記録に認定されている。契約は2025年シーズンより子会社の東京ラヂエーター製造に移管される。
F1に参戦するマクラーレンに対し、第8戦イギリスGPよりラジエーターの供給を開始。2016年よりマクラーレンのオフィシャルサプライヤーとなった。

## 過去の番組提供
テレビ番組
- 月曜ワイド劇場（1985年4月当時筆頭スポンサーの1社）→木曜ドラマ（複数社の1社）で提供したが、近年は提供していない（ともにテレビ朝日系）。
- テレビ東京土曜9時枠
- モーターランド

ラジオ番組
- 朝のファンファーレ（TBSラジオ）日産グループとして提供し、ラジオCMを放送していた。前身会社2社共ラジオCMを放送していた。